# Alexander Anatoljewitsch Jakowlew
Alexander Anatoljewitsch Jakowlew (russisch Александр Анатольевич Яковлев, wiss. Transliteration Aleksandr Anatol'evič Jakovlev; * 15. Januar 1946 in Moskau, RSFSR, Sowjetunion; † 19. Dezember 2016 ebenda) war ein russischer Schauspieler.

## Leben
Jakowlew wurde am 15. Januar 1946 in Moskau geboren. 1970 schloss er sein Studium an der Abteilung für dramatisches Theater und Filmschauspieler der Gorki-Theaterschule ab, ehe er anschließend zum Ensemble des Regionaltheater Wladimir gehörte. Ab 1985 war er am nach Alexander Nikolajewitsch Ostrowski benannten Moskauer Regionalen Dramatheater tätig. Ab 1973 war er regelmäßig als Fernseh- und Filmdarsteller tätig. 1976 stellte er im Film Sklavin der Liebe die Rolle des Sascha dar. 2013 hatte er eine Nebenrolle im Katastrophenfilm Metro – Im Netz des Todes inne. 2014 verkörperte er die Rolle des Overko im Film Fürst der Dämonen. Nach 2014 spielte er in keinen weiteren Spielfilmproduktionen mit.
2014 wurde bei Jakowlew eine schwere Krebserkrankung festgestellt. Er starb am 19. Dezember 2016 an den Folgen seiner Krebserkrankung. Am 22. Dezember 2016 fand die Trauerfeier in der Kirche der Hl. Seraphim von Sarow und Anna Kaschinskaja auf dem Neuen Donskoi-Friedhof statt. Die Beerdigung fand auf dem Wwedenskoje-Friedhof in Moskau statt.

## Filmografie (Auswahl)
- 1973: 17 Augenblicke des Frühlings (Семнадцать мгновений весны/Semnadtsat mgnoveniy vesny, Fernsehserie, Episode 1x05)
- 1973: Die großen Habenichtse (Великие голодранцы/Velikie golodrantsy)
- 1974: Fremd unter Seinesgleichen (Свой среди чужих, чужой среди своих/Svoy sredi chuzhikh, chuzhoy sredi svoikh)
- 1975: Der Himmel ist mit mir (Небо со мной/Nebo so mnoy)
- 1976: Sklavin der Liebe (Раба любви/Raba lyubvi)
- 1977: Transsibirien-Expreß (Транссибирский экспресс/Transsibirskiy ekspress)
- 1978: Front hinter der Frontlinie (Фронт за линией фронта/Front za liniey fronta)
- 1981: Alarm an der Küste (Право на выстрел/Pravo na vystrel)
- 1984: Befehl: Lebend fangen (Приказано взять живым/Prikazano vzyat zhivym)
- 1986: Wir sind an der Reihe, Jungs (Наш черёд, ребята!/Chveni jeria, bichebo!)
- 1991: Zar Iwan der Schreckliche (Царь Иван Грозный/Tsar Ivan Groznyy)
- 1998: Alle meine Väter (Один шанс на двоих/1 chance sur 2)
- 1998: Der Barbier von Sibirien (Сибирский цирюльник/Sibirskiy tsiryulnik)
- 2013: Metro – Im Netz des Todes (Метро/Metro)
- 2014: Fürst der Dämonen (Вий/Viy)